# Korea Cup
De Korea Cup is een voetbaltoernooi dat gespeeld werd in Zuid-Korea. Het toernooi veranderde regelmatig van naam. Eerst, van 1971 tot 1975, werd het toernooi Park's Cup Asia Football Championship genoemd. Tussen 1976 en 1979 was de naam van het toernooi President Park's Cup International Football Championship. Tussen 1980 en 1993 werd het korter geformuleerd, President's Cup. Vanaf 1995 heet het toernooi Korea Cup. 
Het werd oorspronkelijk jaarlijks gespeeld, maar vanaf 1989 werd het om de 2 jaar georganiseerd. Zowel landenteams als voetbalclubs kunnen meedoen. In 1999 werd het toernooi voor het laatste gespeeld. Recordwinnaar is Zuid-Korea met 12 overwinningen.
In 1971 werd het toernooi voor de eerste keer gespeeld in het Seoul Stadion in Seoul. Er deden 8 teams mee aan het eerste toernooi, alleen landenteams in dat jaar. In de jaren erna zouden steeds een wisselend aantal teams meedoen (van 6 tot 10 landen per toernooi). In 1978 werd gestart in 4 groepen. De winnaars en nummers 2 spelen vervolgens in de kwartfinale. Bij de laatste 2 toernooien deden nog slechts 4 teams mee.

## Overzicht
| Toernooi (details) |                               | Finale       | Finale                         | Finale                           |              | Troostfinale          | Troostfinale | Troostfinale |
| Toernooi (details) | Winnaar(s)                    | Uitslag      | Tweede                         | Derde                            | Uitslag      | Vierde                |              |              |
| 1971 Details       | Zuid-Korea Birma              | 0–0          | [ 2 ]                          | India                            | 4–2          | Maleisië              |              |              |
| 1972 Details       | Birma                         | 3–1          | India                          | Zuid-Korea                       | 1–0          | Maleisië              |              |              |
| 1973 Details       | Birma Khmerrepubliek          | 0–0          | [ 3 ]                          | Zuid-Korea                       | 2–0          | Maleisië              |              |              |
| 1974 Details       | Zuid-Korea                    | 7–1          | PSMS Medan                     | Birma                            | 6–0          | Khmerrepubliek        |              |              |
| 1975 Details       | Zuid-Korea                    | 1–0          | Birma                          | Homa F.C.                        | 3–0          | Japan (B-elftal)      |              |              |
| 1976 Details       | Zuid-Korea São Paulo (–23)    | 0–0          | [ 4 ]                          | Zuid-Korea (B-elftal)            | 1–0          | Nieuw-Zeeland         |              |              |
| 1977 Details       | São Paulo (–23)               | 1–0          | Zuid-Korea                     | Maleisië Thailand                | 1–1          | [ 5 ]                 |              |              |
| 1978 Details       | Zuid-Korea                    | 6–2          | Washington Diplomats           | Zuid-Korea (B-elftal)            | 2–1          | AS.FAR                |              |              |
| 1979 Details       | Vitória FC                    | 2–1          | Zuid-Korea                     | Bahrein                          | 1–0          | Zuid-Korea (B-elftal) |              |              |
| 1980 Details       | Zuid-Korea                    | 2–0          | India                          | Zuid-Korea (B-elftal)            | [ 6 ]        | Thailand              |              |              |
| 1981 Details       | Zuid-Korea Racing de Córdoba  | 2–2          | [ 7 ]                          | Vitória FC                       | 1–0          | Danubio FC            |              |              |
| 1982 Details       | Operário FC Zuid-Korea        | 0–0          | [ 8 ]                          | PSV                              | 5–0          | Hallelujah FC         |              |              |
| 1983 Details       | PSV                           | 3–2          | Zuid-Korea                     | Ghana                            | 5–0          | USA Olympisch elftal  |              |              |
| 1984 Details       | Bangu AC                      | 2–1          | Hallelujah FC                  | Zuid-Korea                       | 2–1          | Bayer Leverkusen      |              |              |
| 1985 Details       | Zuid-Korea                    | 1–0          | Zuid-Koreaans Olympisch elftal | Bangu AC                         | 1–1 (P. 4–3) | Irak (B-elftal)       |              |              |
| 1987 Details       | Zuid-Korea                    | 0–0 (P. 5–4) | Australië                      | Zuid-Korea (B-elftal) Egypte     | [ 9 ]        |                       |              |              |
| 1988 Details       | Československá fotbalová liga | 2–1          | Sovjet-Unie (B-elftal)         | Zuid-Korea                       | 3–2          | Iwuanyanwu Nationale  |              |              |
| 1989 Details       | Československá fotbalová liga | [ 10 ]       | Brøndby IF                     | Zuid-Korea                       |              | S.L. Benfica          |              |              |
| 1991 Details       | Zuid-Korea                    | 2–0          | Egypte                         | Australië Sovjet-Unie (B-elftal) | [ 11 ]       |                       |              |              |
| 1993 Details       | Egypte                        | 1–0          | Zuid-Korea                     | Tsjechië Roemenië                | [ 13 ]       |                       |              |              |
| 1995 Details       | Ecuador                       | 1–0          | Zambia                         | Zuid-Korea Costa Rica            | [ 14 ]       |                       |              |              |
| 1997 Details       | Zuid-Korea                    | [ 15 ]       | Joegoslavië                    | Egypte                           |              | Ghana                 |              |              |
| 1999 Details       | Kroatië                       | [ 16 ]       | Mexico                         | Zuid-Korea                       |              | Egypte                |              |              |